# Trosa

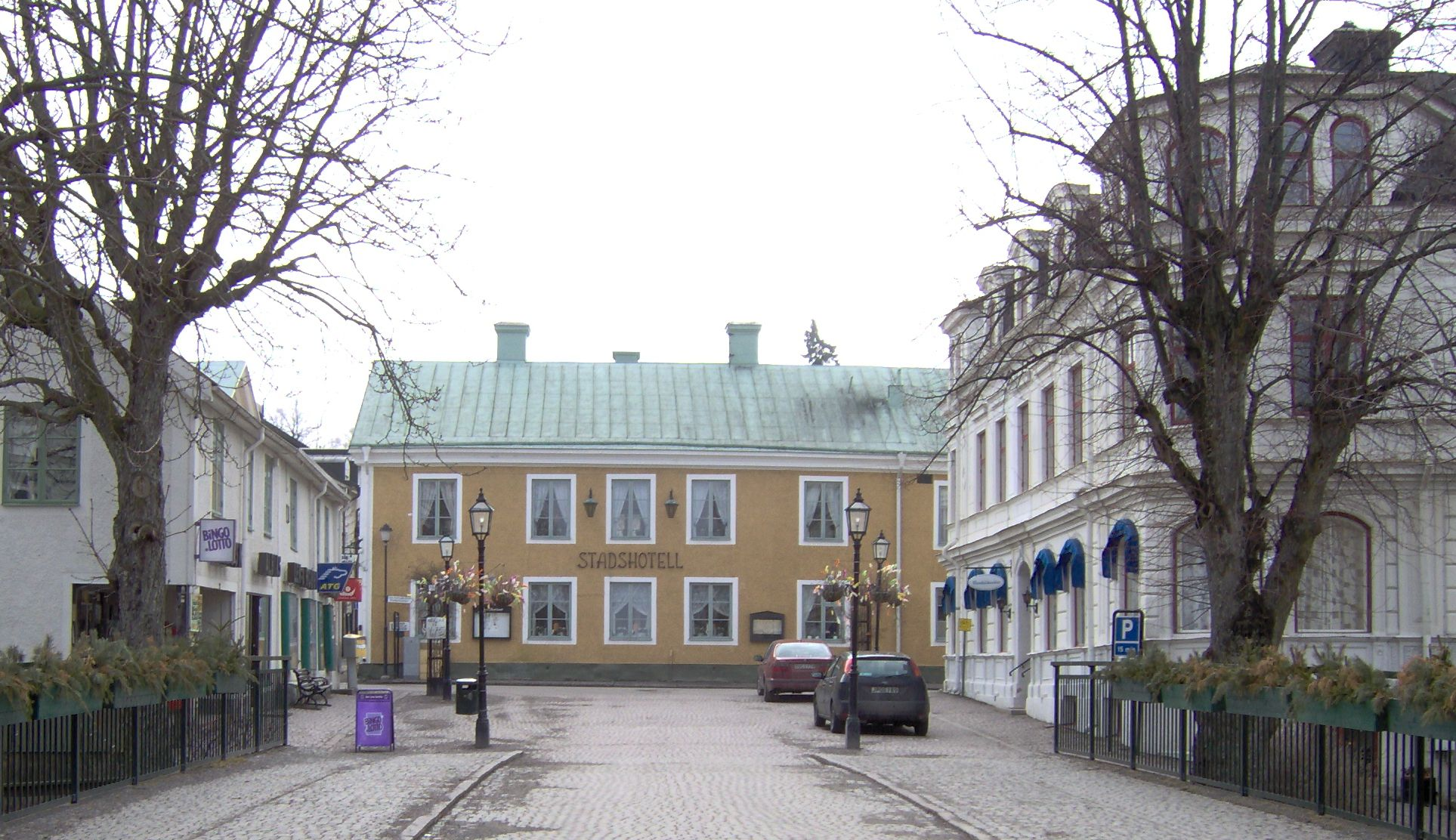
Ulica w Trosa

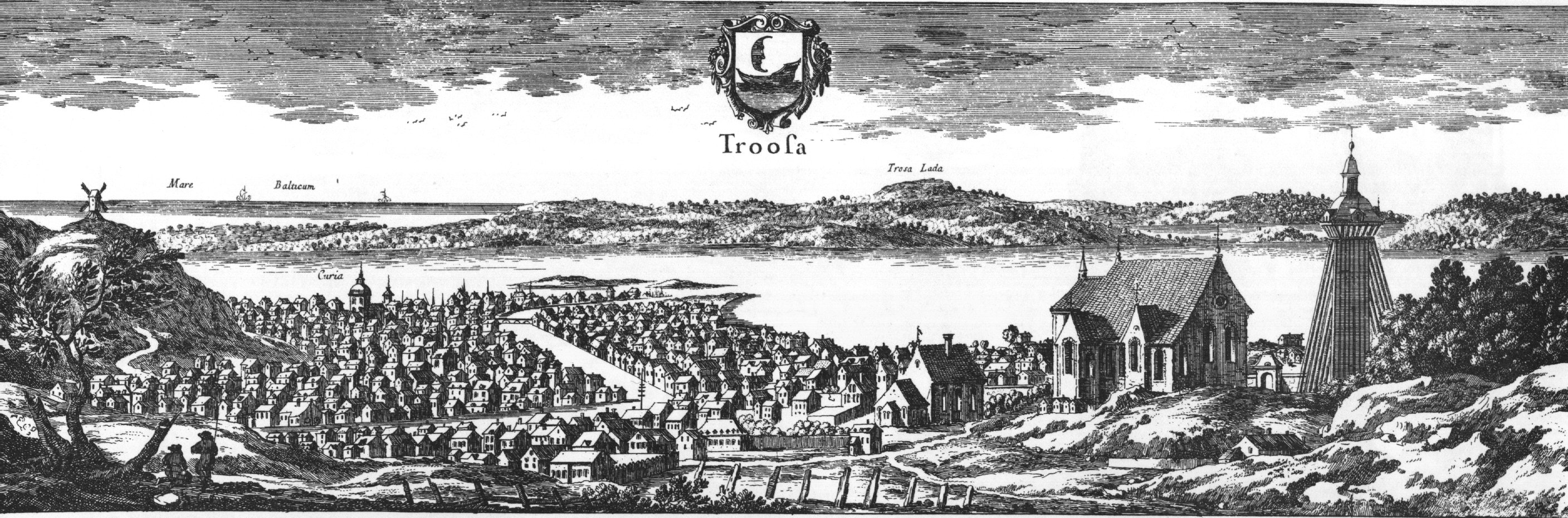
Trosa na przełomie XVII i XVIII wieku

Trosa – miejscowość (tätort) w Szwecji, w regionie administracyjnym (län) Södermanland. Ośrodek administracyjny (centralort) gminy Trosa. Do 1970 roku Trosa miała administracyjny status miasta.
W 2015 roku Trosa liczyła 5836 mieszkańców.

## Położenie
Położona w prowincji historycznej (landskap) Södermanland ok. 40 km na południe od Södertälje, u ujścia rzeki Trosaån do Bałtyku.

## Demografia
Liczba ludności tätortu Trosa w latach 1960–2015: